# Maria Àngels Chacón i Feixas
Maria Àngels Chacón i Feixas (Igualada, 1968), també coneguda com a Àngels Chacón, és una política catalana d'ideologia nacionalista liberal. El 29 de maig de 2018, el president de la Generalitat Quim Torra nomenà Chacón com a consellera d'Empresa i Coneixement, convertint-se en la primera dona a ocupar el càrrec. Entre maig i agost de 2022 fou la secretària general de Centrem, un partit polític de nova creació.

## Biografia

### Trajectòria professional
Es va llicenciar en Dret per la Universitat de Barcelona, es va formar a més, a més en Comerç Internacional, i parla català, castellà, anglès i alemany. Va començar la seva trajectòria professional fent traduccions d'alemany en el sector industrial. En especialitzar-se en comerç internacional, acaba sent directora d'exportacions dels mercats d'Orient Mitjà i Europa de l'Est, en empreses relacionades amb el sector del paper del 1995 al 2002. Per motius personals deixa aquesta responsabilitat i passa a treballar en una botiga de sabates del centre d'Igualada.
Del 2008 al 2011 esdevé gerent de la Unió Empresarial de l'Anoia. A partir del 2009 passa a ser codirectora del Centre d'Innovació en Simulació per la Seguretat del pacient 4D Health, a més de coordinadora del projecte europeu Urbact 'Retailink', un projecte per a potenciar el comerç en ciutats mitjanes, a través del treball conjunt i l'intercanvi d'experiències entre deu municipis d'arreu d'Europa, entre els quals Igualada.

### Carrera política
inicia la seva vida política de la mà de l'alcalde Marc Castells, entrant a l'Ajuntament d'Igualada el 2011, com a regidora de Dinamització Econòmica, Comerç i Turisme fins al 2015 i primera tinent d'alcalde a partir del mateix any. El 2017, i fins al seu nomenament com a consellera d'Empresa i Coneixement, fou nomenada directora general d'Indústria en substitució de Núria Betriu.

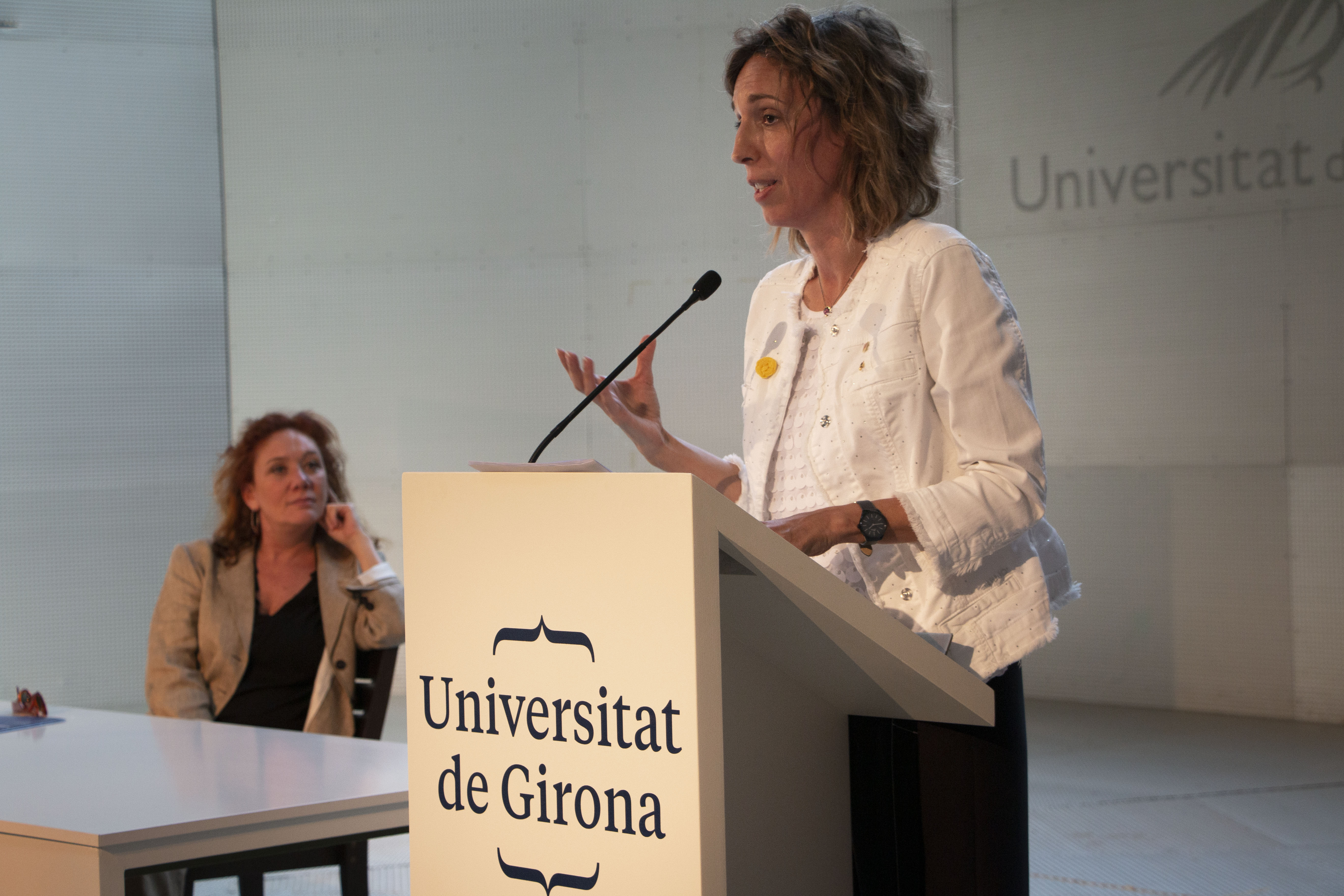
Chacón en la inauguració del curs acadèmic 2019-2020 de la Universitat de Girona

El juny del 2017 és nomenada directora general d'Indústria de la Generalitat amb l'encàrrec d'assumir les funcions de fomentar el seguiment, manteniment i la captació d'inversions a Catalunya, dissenyar i executar polítiques de foment de l'emprenedoria i el desenvolupament sectorial de les pimes i les microempreses.
El maig de 2018 va ser nomenada consellera d'Empresa i Coneixement. Durant el seu mandat es va tramitar la Llei de facilitació de l'activitat econòmica i la de les àrees de promoció econòmica urbana, encara que la Llei de cambres, prevista per a la dotzena legislatura, no es va poder aprovar per diferències polítiques. El març de 2020 va representar el govern en les negociacions pel tancament de les plantes de Nissan Motor Ibérica a Catalunya. També es va assolir el Pacte Nacional per a la Societat del Coneixement, i la rebaixa de les taxes universitàries un 30%.
Chacón va haver de gestionar algunes de les mesures per fer front a l'impacte econòmic de la pandèmia de la COVID-19, algunes de les quals van entrar en conflicte amb el govern espanyol.

### Cessament i candidatura a la presidència de la Generalitat
Àngels Chacón va cessar del seu càrrec el 3 de setembre de 2020, essent substituïda posteriorment per Ramon Tremosa. La direcció nacional del Partit Demòcrata va qualificar de «purga política» el seu cessament, en ser l'única membre del Govern de la Generalitat que va decidir no afiliar-se al nou partit de Carles Puigdemont i mantenir-se com a militant dels demòcrates. Chacón no ho ha qualificat mai en aquests termes, però sí que reconeix que en dies anteriors se li havia preguntat quin era el seu posicionament polític en relació el trencament entre Junts i el Partit Demòcrata. L'aleshores president Quim Torra va al·legar que els canvis al seu executiu tenien per objectiu, únicament, l'enfortiment del govern per afrontar la crisi de la COVID-19.
No va ser fins al cap d'un mes del seu cessament que va anunciar la seva intenció de presentar-se a les primàries del seu partit per presidir la Generalitat, després de mesos d'especulacions on el seu nom apareixia a les travesses com a possible presidenciable. L'octubre de 2020 fou nomenada candidata del Partit Demòcrata a les eleccions al Parlament de Catalunya de 2021. Al llarg d'aquest procés, en el qual havia de rebre mínim el suport de 1.000 associats, va comptar amb el suport del 129è president de la Generalitat Artur Mas, de l'exalcalde de Barcelona Xavier Trias i de al voltant de 150 alcaldes d'arreu del país. No va aconseguir cap escó, i el gener de 2022 va presentar una nova proposta de partit, anomenada Centrem. El mes de maig de 2022 seria escollida secretària general del partit.
Malgrat això, l'agost del mateix any va anunciar que deixava la política en una carta a la militància de Centrem. Va assegurar que seguiria militant al partit i que tornava a la seva vida professional en l'àmbit privat.